# Кривацу (Арђеш)
Кривацу (рум. Crivățu) насеље је у Румунији у округу Арђеш у општини Кука. Oпштина се налази на надморској висини од 490 m.

## Становништво
Према подацима из 2002. године у насељу је живело 97 становника, од којих су сви румунске националности.